# Lohivaara
Lohivaara är en kulle i Finland.   Den ligger i den ekonomiska regionen  Fjäll-Lappland  och landskapet Lappland, i den norra delen av landet, 900 km norr om huvudstaden Helsingfors. Toppen på Lohivaara är 361 meter över havet, eller 111 meter över den omgivande terrängen. Bredden vid basen är 3,9 km.
Terrängen runt Lohivaara är huvudsakligen platt.  Trakten runt Lohivaara är nära nog obefolkad, med mindre än två invånare per kvadratkilometer.